# Teatro Regio di Parma

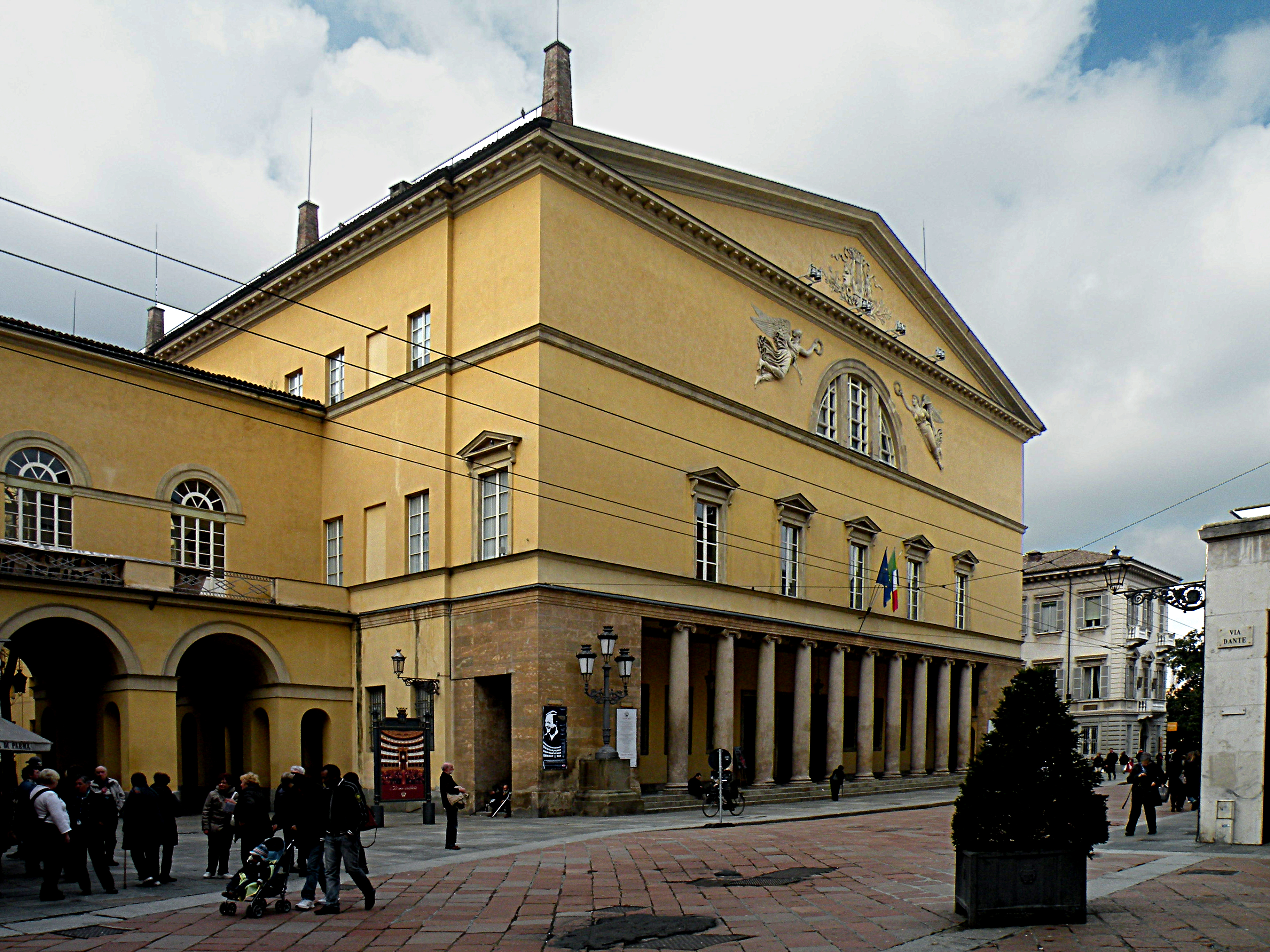
Teatro Regio di Parma, Außenansicht

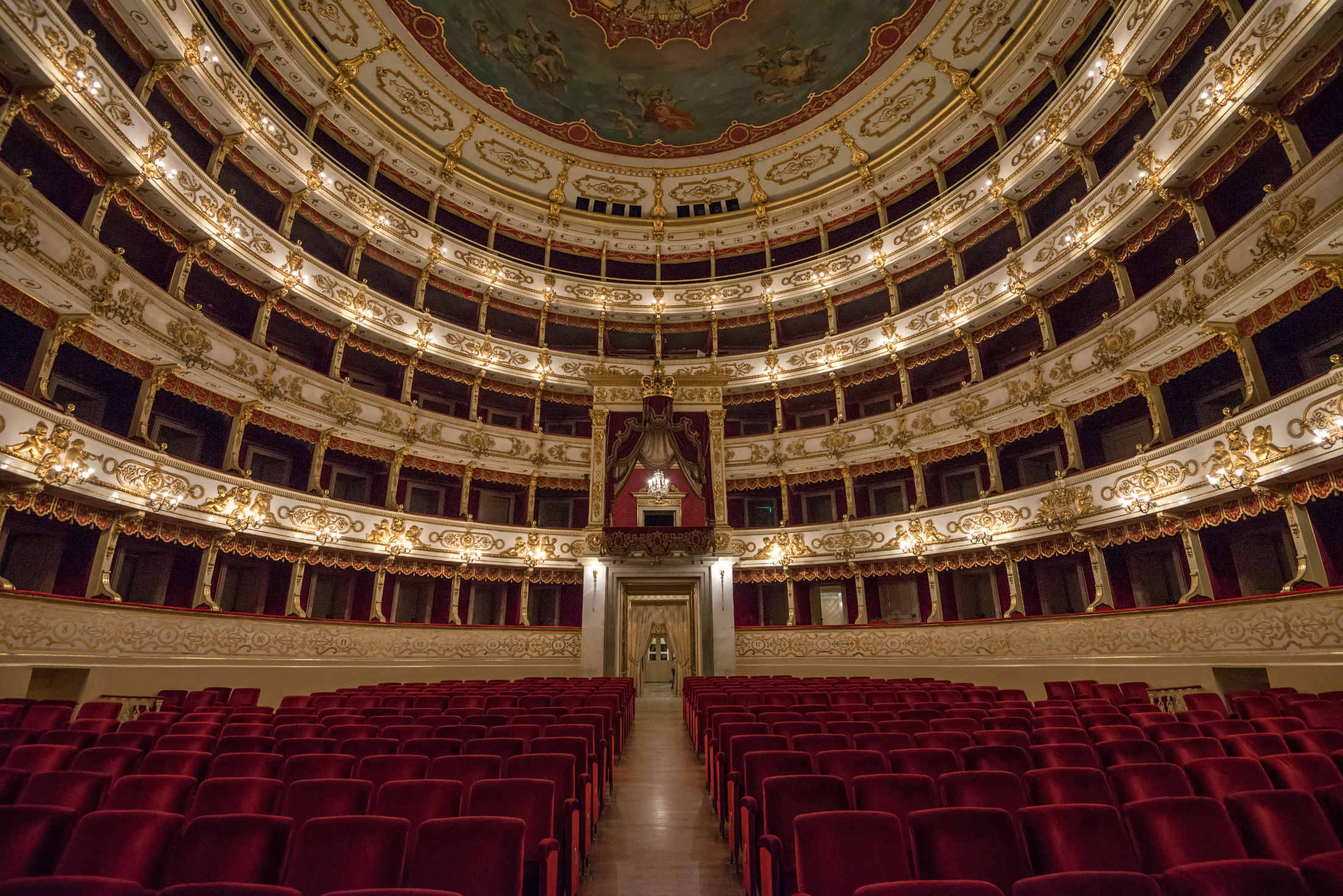
Teatro Regio di Parma, Innenansicht

Das Teatro Regio di Parma ist ein Opern- und Theaterhaus in Parma.

## Geschichte
Das Teatro Regio wurde 1821 von Marie-Louise von Österreich in Auftrag gegeben. Es entstand nach einem Entwurf des Architekten Nicola Bettoli an der Stelle des früheren Klosters St. Alexander in Parma. Die Fassade des Theaters ist im Stil des Neoklassizismus. Die Eröffnung war 1829 mit einem Werk von Vincenzo Bellini (Zaira). Der ursprüngliche Name war zunächst Teatro Ducale, nach dem Tode von Marie-Louise von Österreich wurde es 1849 in Teatro Reale umbenannt und erhielt 1860 schließlich den Namen Teatro Regio.
Das Theater ist bekannt für Aufführungen der Werke von Giuseppe Verdi, so findet seit 2004 jährlich das Festival Verdi statt.